# Arona (Pennsylvanie)
Pour les articles homonymes, voir Arona.
Arona est un borough situé au centre du comté de Westmoreland, en Pennsylvanie, aux États-Unis,. En 2010, il comptait une population de 370 habitants, estimée au 1er juillet 2020 à 354 habitants. Le borough est incorporée le 11 novembre 1895.

## Démographie
Lors du recensement de 2010, le borough comptait une population de 370 habitants. Elle est estimée, en 2020, à 354 habitants.